# Luuk Verbij
Lucas Adrianus "Luuk" Verbij (ur. 2 sierpnia 1986) – holenderski judoka. Olimpijczyk z Londynu 2012, gdzie zajął siedemnaste miejsce w wadze ciężkiej.
Uczestnik mistrzostw świata w 2011; uczestnik zawodów w 1997. Startował w Pucharze Świata w latach 2006, 2009–2012. Siódmy na mistrzostwach Europy w 2012. Złoty medalista uniwersjady w 1999 roku.

## Letnie Igrzyska Olimpijskie 2012
| Konkurencja | Rundy eliminacyjne | Klas. końcowa |
| Konkurencja | 1/16               | Miejsce       |
| ----------- | ------------------ | ------------- |
| +100 kg     | Barna Bor (HUN) P  | 17.           |